# ムアンヤソートーン郡
座標: 北緯15度47分41秒 東経104度8分26秒 / 北緯15.79472度 東経104.14056度
ムアンヤソートーン郡（ムアンヤソートーンぐん）はタイ東北部・ヤソートーンにある郡（アムプー）。同県の県庁所在地（ムアン）でもある。

## 名前
ヤソートーンとはヤショーダラのことである。

## 歴史
『ヤソートーン年代記』によれば、ヴィエンチャンの大臣であった、プラ・ウォーラウオンサー (プラ・ウォー) が1795年チャムパーサックに向けて、多くの人を連れて旅立った際、霊の住むこの場所を見つけ居住に適していると言うことでここに定住した。これがヤソートーンの歴史の始まりである。その後、この新しい居住地はバーンシンターと呼ばれた。
1814年、バーンシンターはラーマ2世によってヤソートーンと名付けられ、バンコクの直轄地とされ、国主としてプラ・スントーンラーチャウォンサーがおかれた。
1900年、ヤソートーンはウボンラーチャターニーに編入され、ヤソートーンもウタイヤソートーン郡とパチムヤソートーン郡に分割された。1907年ヤソートーンの領域は小さくされた。
1910年、ウタイヤソートーン郡は郡庁をタムボン・ルムプックに移し、1913年に名前をカムクアンケーオ郡とあらため、パチムヤソートーン郡も同年に、ヤソートーン郡と名を変えた。
1972年、ヤソートーンを中心とする地域が県として独立するとヤソートーン郡は県庁所在地となった。

## 地理
チー川の形成した平地にあり、郡の主な水源もチー川である。
西北から南東に向けて国道23号線が通っており、西北にローイエット、南東にウボンラーチャターニー方面と接する。国道202号線が東西に通っており、東にアムナートチャルーン、西にスワンナプーム方面とつながっている。また北に2169号線が延びており、ルーンノックター方面とつながっている。

## 経済
主な産業は農業であり、コメ、タピオカ、スイカなどが栽培されている。

## 行政区分
市は18のタムボンに分かれ、さらにその下位に190の村（ムーバーン）がある。自治体（テーサバーン）があり、以下のようになっている。
- テーサバーンムアン・ヤソートーン……タムボン・ナイムアン

また郡内には17のタムボン行政体（オンカーンボーリハーンスワンタムボン）がある。
1. タムボン・ナイムアン……ตำบลในเมือง
2. タムボン・ナムカムヤイ……ตำบลน้ำคำใหญ่
3. タムボン・タートトーン……ตำบลตาดทอง
4. タムボン・サムラーン……ตำบลสำราญ
5. タムボン・コーヌア……ตำบลค้อเหนือ
6. タムボン・ドゥートゥン……ตำบลดู่ทุ่ง
7. タムボン・ドゥート……ตำบลเดิด
8. タムボン・カンダイヤイ……ตำบลขั้นไดใหญ่
9. タムボン・トゥンテー……ตำบลทุ่งแต้
10. タムボン・シン……ตำบลสิงห์
11. タムボン・ナーサマイ……ตำบลนาสะไมย์
12. タムボン・クアンカム……ตำบลเขื่องคำ
13. タムボン・ノーンヒン……ตำบลหนองหิน
14. タムボン・ノーンクー……ตำบลหนองคู
15. タムボン・クングン……ตำบลขุมเงิน
16. タムボン・トゥンナーンノーン……ตำบลทุ่งนางโอก
17. タムボン・ノーンルア……ตำบลหนองเรือ
18. タムボン・ノーンペット……ตำบลหนองเป็ด